# Susan Collins
Susan Collins (Caribou, 7 de diciembre de 1952) es una política estadounidense. Representa al estado de Maine en el Senado de ese país. Está afiliada al Partido Republicano. Realizó sus estudios en la St. Lawrence University Está allí desde el 3 de enero de 1997, por lo que es la decimoquinta senadora  más antigua.